# Kviddtjärnen, Närke
Kviddtjärnen är en sjö i Örebro kommun i Närke och ingår i Norrströms huvudavrinningsområde.